# 松尾川 (熊本県)
松尾川（まつおがわ）は、坪井川水系であり、熊本県熊本市西区を流れる普通河川である。

## 概要
熊本県熊本市西区松尾町上松尾付近を源流とし南流。そして熊本市立松尾東小学校付近を通り、坪井川に合流する。

## 周辺情報
- 永泉寺
- 常来寺
- 歳神社
- 松尾東公民館
- 松尾地域コミュニティーセンター
- 熊本市立松尾東小学校
- 若宮神社

## 主な橋梁
- 松尾橋

## 近隣の河川
- 荒谷川（坪井川水系）

## 近隣の道路
- 熊本県道237号小島新町線